# Aeroportul Lodwar
Aeroportul Lodwar (IATA: LOK, ICAO: HKLO) este un aeroport din Lodwar, Provincia Rift Valley, Kenya ce deservește zona Lodwar. A fost numit după zona deservită.
Situat la o altitudine de 523 m, aeroportul dispune de o singură pistă.